# Loisin
Loisin és un municipi francès, situat al departament de l'Alta Savoia i a la regió d'Alvèrnia-Roine-Alps.

## Personatges il·lustres
- Maurice Dunand, arqueòleg francès